# آنری پوپو
آنری پوپو (فرانسوی: Henri Puppo‎; ۵ فوریهٔ ۱۹۱۳ – ۷ ژانویهٔ ۲۰۱۲) دوچرخه‌سوار اهل فرانسه بود.